# Nyva Vinnytsia
Maillots
Le Futbolny Klub Nyva Vinnytsia (en ukrainien : Футбольний Клуб Нива Вінниця), plus couramment abrégé en Nyva Vinnytsia, est un club de football ukrainien fondé en 1958 et basé dans la ville de Vinnytsia.

## Historique
- 1958 : fondation du club

Ancien emblème

- 1996 : 1re participation à une Coupe d'Europe (C2, saison 1996/97)

## Bilan sportif

### Palmarès
| Compétitions nationales                    |
| ------------------------------------------ |
| - Coupe d'Ukraine : - Finaliste : 1995-96. |

### Classements en championnat
La frise ci-dessous résume les classements successifs du club en championnat d'Union soviétique.
La frise ci-dessous résume les classements successifs du club en championnat d'Ukraine.

### Bilan européen
Note : dans les résultats ci-dessous, le score du club est toujours donné en premier.
| Saison    | Compétition      | Tour              | Adversaire     | Domicile | Extérieur | Total  |
| --------- | ---------------- | ----------------- | -------------- | -------- | --------- | ------ |
| 1996-1997 | Coupe des coupes | Tour préliminaire | Tallinna Sadam | 1 - 0    | 1 - 2     | 2E - 2 |
| 1996-1997 | Coupe des coupes | Premier tour      | FC Sion        | 0 - 4    | 0 - 2     | 0 - 6  |

Légende
- Victoire ou qualification pour le tour suivant
- Match nul
- Défaite ou élimination de la compétition

## Personnalités du club

### Présidents du club
- Artur Zagoroulko

### Entraîneurs du club
| - Vyatcheslav Hroznyi (1990 - 1992) - Valeriy Petrov (1992) - Serhiy Morozov (1995 - 1996) - Oleksandr Ichtchenko (1997 - 1998) - Volodymyr Bezsonov (2009 - 2011) - Yuriy Solovyenko (2006) - Ivan Panchyshyne (2007 - 2008) - Yuriy Solovyenko (2008) | - Bohdan Blavatskyi (2009) - Oleh Fedortchouk (2009 - 2011) - Oleh Ostapenko (2011) - Oleh Shumovytskyi (2012) - Oleh Ostapenko (2012) - Volodymyr Reva (2015 - 2016) - Yuriy Solovyenko (2016) - Colince Ngaha Poungoue (2016) | - Yuriy Solovyenko (2016 - 2017) - Volodymyr Horilyi (2017) - Denys Koltchine (2017 - 2018) - Colince Ngaha Poungoue (2019) - Oleh Choumovytskyi (2019 - 2021) - Volodymyr Tsytkine (2021) - Igor Leonov (2022 - ) |